# Allgemeine Botanische Zeitschrift für Systematik, Floristik, Pflanzengeographie
Allgemeine Botanische Zeitschrift für Systematik, Floristik, Pflanzengeographie (abreviado Allg. Bot. Z. Syst.) fue una revista con ilustraciones y descripciones botánicas que fue editada en Alemania. Se publicaron 33 números desde 1895 hasta 1927.